# 욘 아이비데 린드크비스트

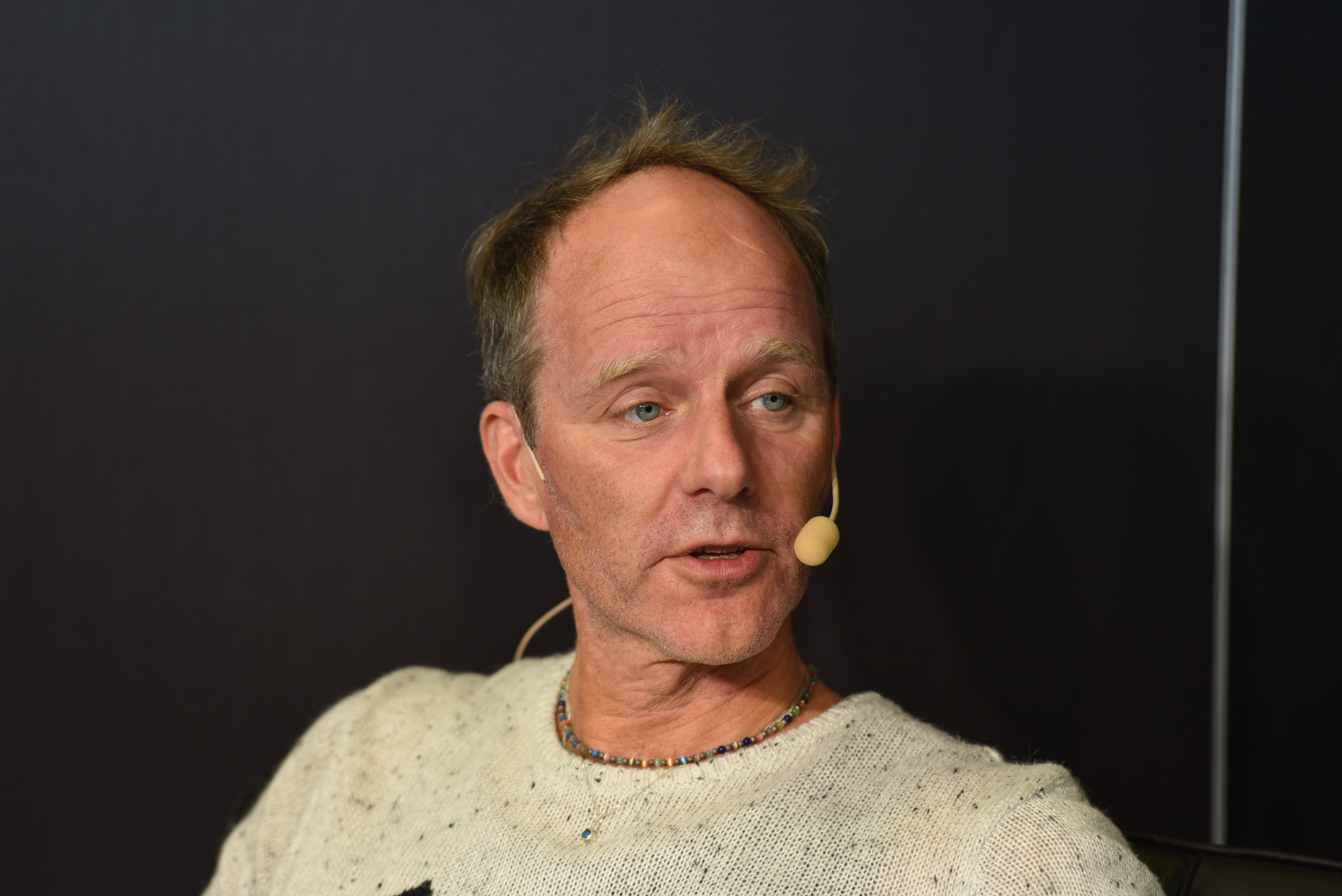
욘 아이비데 린드크비스트

욘 아이비데 린드크비스트(John Ajvide Lindqvist, 1968년 12월 2일 ~ )는 스웨덴의 작가로, 《렛 미 인》으로 잘 알려져 있다.